# Малеевский сельский округ (Московская область)
Малеевский сельский округ — упразднённая административно-территориальная единица, существовавшая на территории Клинского района Московской области в 1994—2006 годах.
Кузнечковский сельсовет был образован в первые годы советской власти. По данным 1920 года он входил в состав Петровской волости Клинского уезда Московской губернии.
В 1923 году Кузнечковский с/с был присоединён к Баклановскому с/с.
В 1924 году Баклановский с/с был переименован в Кузнечковский.
В 1926 году Кузнечковский с/с включал деревни Бакланово и Кузнечково.
В 1929 году Кузнечковский с/с был отнесён к Клинскому району Московского округа Московской области.
20 августа 1939 года Кузнечковский с/с был передан в новый Высоковский район.
18 мая 1954 года в Кузнечковском с/с был образован новый населённый пункт — посёлок Солнечное.
7 декабря 1957 года Высоковский район был упразднён и Кузнечковский с/с вернулся в состав Клинского района.
20 августа 1960 года из Троицкого с/с в Кузнечковский были переданы селения Иевлево, Караваево, Кононово, Малеевка, Марфино, Подоистрово и Ситники. При этом центр сельсовета был перенесён в селение Малеевка, а сам сельсовет переименован в Малеевский сельсовет.
1 февраля 1963 года Клинский район был упразднён и Малеевский с/с вошёл в Солнечногорский сельский район. 11 января 1965 года Малеевский с/с был возвращён в восстановленный Клинский район.
10 марта 1975 года к Малеевскому с/с был присоединён Троицкий с/с.
3 февраля 1994 года Малеевский с/с был преобразован в Малеевский сельский округ.
В ходе муниципальной реформы 2004—2005 годов Малеевский сельский округ прекратил своё существование как муниципальная единица. При этом его населённые пункты были переданы в Сельское поселение Нудольское.
29 ноября 2006 года Малеевский сельский округ исключён из учётных данных административно-территориальных и территориальных единиц Московской области.